# Connaissance des religions
Connaissance des religions (sous-titre : « Spiritualité, métaphysique, cosmologie, anthropologie, symbolisme, sciences et arts traditionnels ») était une revue française.

## Historique
La revue Connaissance des religions a été fondée par Leo Schaya en 1985. Son siège social était situé à Pont-à-Mousson, à l'adresse du Centre culturel de l'ancienne abbaye des Prémontrés. Le premier numéro est paru en juin 1985. La revue fut dirigée par Léo Schaya jusqu'à sa mort en août 1986, puis par Michel Bertrand jusqu'en 1991, suivi de Jean Borella jusqu'en 1993 et à nouveau Michel Bertrand jusqu'en 2000. Elle a d'abord cessé de paraître en 2005, puis a été de nouveau éditée en 2016 avec un numéro spécial unique dédié à René Guénon. Il s'agit d'une publication de l'association « Connaissance des Religions », dont le siège est à Orléans. Celle-ci est présidée par l'historien Philippe Faure, qui dirigeait le département histoire de l'université d'Orléans (UFR Lettres, langues et sciences humaines). 
Les articles présentés sont rédigés par des spécialistes, ouverts à la réflexion métaphysique et soucieux de faire apparaître la richesses des nombreuses traditions spirituelles, à travers leur dimension sacrée ou leur symbolique,,,,,,,,,.
Jean-Yves Camus et René Monzat estiment qu'elle se situe « dans l'univers intellectuel guénonien ».
En 2025, les numéros sont encore distribués par l'association sur commande et les numéros à partir de 2002 sont disponibles sur des grands sites de librairie en ligne dont celui du dernier éditeur, les éditions L'Harmattan.

## Directeurs
- 1985-1986 : Léo Schaya[17]
- 1987-1991 : Michel Bertrand[17]
- 1991-1993 : Jean Borella[17]
- 1993-2005 : Michel Bertrand de nouveau[17]
- à partir de 2005 : Philippe Faure (édition 2016 notamment)[1]

## Quelques collaborateurs
- Jean-Baptiste Aymard, écrivain[18]
- Jean Biès, docteur ès Lettres
- Françoise Bonardel, professeur de philosophie de la religion à l'université Paris-I
- Jean Borella, docteur en philosophie, écrivain
- François Chenique, écrivain
- Max Escalon de Fonton, docteur ès sciences, directeur de recherche honoraire au CNRS
- Philippe Faure, maître de conférences à l'université d'Orléans
- Pierre Feuga, indianiste
- Éric Geoffroy, maître de conférences à l'université de Strasbourg
- Christian Guyonvarc'h, professeur émérite de Celtique à l'université Rennes-II
- Jean Hani, professeur émérite à l'université d'Amiens
- Patrick Laude, enseignant à l'université de Georgetown, (États-Unis)
- Pierre Lory, directeur d'études à l'EPHE (Sciences religieuses)
- Tara Michaël, docteur en études indiennes
- Fabrice Midal, docteur en philosophie
- Hossein Nasr, professeur d'études islamiques à l'université George-Washington (États-Unis)
- Henri-Pierre Rinckel, professeur d'histoire-géographie
- Frithjof Schuon, écrivain
- Fernand Schwarz, anthropologue et égyptologue[19]
- Jacques Viret, professeur de musicologie à l'université Strasbourg-II
- Jean-Marc Vivenza